# Playoffs NBA 1992
Los Playoffs de la NBA de 1992 fueron el torneo final de la temporada 1991-92 de la NBA. El campeón por segundo año consecutivo fue Chicago Bulls Conferencia Este y ganaría un tercero en el siguiente año. Se enfrentó en las finales de la NBA a Portland Trail Blazers donde venció por un total de 4 a 2.
La superestrella de los Bulls Michael Jordan sería el MVP de las Finales de este año.
Los Trail Blazers ganaron el que sería su segundo título de la Conferencia Oeste en los últimos tres años, el tercero en la historia de la franquicia, bajo el mando de Clyde Drexler.
En el Oeste Utah Jazz también ganó la Final de su Conferencia haciéndolo por primera vez en sus 17 años de historia. Ellos volverían en 1994 y 1996 antes de llegar a las famosas finales de 1997 y 1998 ante Chicago Bulls.
Miami Heat consiguió ser el primer equipo de la expansión de 1988 y 89 (entre los que se encontraban también Orlando Magic, Minnesota Timberwolves y Charlotte Hornets) en clasificarse para los playoffs, hasta que fueron eliminados sin ganar ningún partido por los Bulls. Catorce años después, en 2006 los Heat se convertirían en el primer equipo de la expansión en ganar un campeonato NBA.
Los Angeles Clippers llegaron a playoffs por primera vez desde 1976, cuando ellos se denominaban los Buffalo Braves.

## Clasificación Playoff

### Conferencia Este
Los Bulls consiguieron el mejor balance, lo que les aupó a ganar su segundo título consecutivo.
A continuación se muestran la lista de los equipos clasificados en la conferencia Este:
1. Chicago Bulls
2. Boston Celtics
3. Cleveland Cavaliers
4. New York Knicks
5. Detroit Pistons
6. New Jersey Nets
7. Indiana Pacers
8. Miami Heat

### Conferencia Oeste
Portland Trail Blazers al tener el mejor récord de victorias derrotas de la conferencia este gozó de la ventaja de campo en todos las series excepto en las Finales.
A continuación se muestran la lista de los equipos clasificados en la conferencia Oeste:
1. Portland Trail Blazers
2. Utah Jazz
3. Golden State Warriors
4. Phoenix Suns
5. San Antonio Spurs
6. Seattle SuperSonics
7. Los Angeles Clippers
8. Los Angeles Lakers

## Cuadro de enfrentamientos
|  | Primera Ronda     | Primera Ronda | Primera Ronda |   |              | Semifinales de Conferencia | Semifinales de Conferencia | Semifinales de Conferencia |  |   | Finales de Conferencia | Finales de Conferencia | Finales de Conferencia |  |    | Finales NBA | Finales NBA | Finales NBA |
|  |                   |               |               |   |              |                            |                            |                            |  |   |                        |                        |                        |  |    |             |             |             |
|  | 1                 | Chicago       | 3             |   |              |                            |                            |                            |  |   |                        |                        |                        |  |    |             |             |             |
|  | 8                 | Miami         | 0             |   |              |                            |                            |                            |  |   |                        |                        |                        |  |    |             |             |             |
|  | 8                 | Miami         | 0             |   | 1            | Chicago                    | 4                          |                            |  |   |                        |                        |                        |  |    |             |             |             |
|  |                   |               |               |   | 1            | Chicago                    | 4                          |                            |  |   |                        |                        |                        |  |    |             |             |             |
|  |                   | 4             | New York      | 3 |              |                            |                            |                            |  |   |                        |                        |                        |  |    |             |             |             |
|  | 4                 | 4             | New York      | 3 | New York     | 3                          |                            |                            |  |   |                        |                        |                        |  |    |             |             |             |
|  | 4                 |               |               |   | New York     | 3                          |                            |                            |  |   |                        |                        |                        |  |    |             |             |             |
|  | 5                 | Detroit       | 2             |   |              |                            |                            |                            |  |   |                        |                        |                        |  |    |             |             |             |
|  | 5                 | Detroit       | 2             |   |              |                            |                            |                            |  | 1 | Chicago                | 4                      |                        |  |    |             |             |             |
|  | Conferencia Este  |               |               |   |              |                            |                            |                            |  | 1 | Chicago                | 4                      |                        |  |    |             |             |             |
|  |                   | 3             | Cleveland     | 2 |              |                            |                            |                            |  |   |                        |                        |                        |  |    |             |             |             |
|  | 3                 | 3             | Cleveland     | 2 | Cleveland    | 3                          |                            |                            |  |   |                        |                        |                        |  |    |             |             |             |
|  | 3                 |               |               |   | Cleveland    | 3                          |                            |                            |  |   |                        |                        |                        |  |    |             |             |             |
|  | 6                 | New Jersey    | 1             |   |              |                            |                            |                            |  |   |                        |                        |                        |  |    |             |             |             |
|  | 6                 | New Jersey    | 1             |   | 3            | Cleveland                  | 4                          |                            |  |   |                        |                        |                        |  |    |             |             |             |
|  |                   |               |               |   | 3            | Cleveland                  | 4                          |                            |  |   |                        |                        |                        |  |    |             |             |             |
|  |                   | 2             | Boston        | 3 |              |                            |                            |                            |  |   |                        |                        |                        |  |    |             |             |             |
|  | 2                 | 2             | Boston        | 3 | Boston       | 3                          |                            |                            |  |   |                        |                        |                        |  |    |             |             |             |
|  | 2                 |               |               |   | Boston       | 3                          |                            |                            |  |   |                        |                        |                        |  |    |             |             |             |
|  | 7                 | Indiana       | 0             |   |              |                            |                            |                            |  |   |                        |                        |                        |  |    |             |             |             |
|  | 7                 | Indiana       | 0             |   |              |                            |                            |                            |  |   |                        |                        |                        |  | E1 | Chicago     | 4           |             |
|  |                   |               |               |   |              |                            |                            |                            |  |   |                        |                        |                        |  | E1 | Chicago     | 4           |             |
|  |                   | O1            | Portland      | 2 |              |                            |                            |                            |  |   |                        |                        |                        |  |    |             |             |             |
|  | 1                 | O1            | Portland      | 2 | Portland     | 3                          |                            |                            |  |   |                        |                        |                        |  |    |             |             |             |
|  | 1                 |               |               |   | Portland     | 3                          |                            |                            |  |   |                        |                        |                        |  |    |             |             |             |
|  | 8                 | L.A. Lakers   | 1             |   |              |                            |                            |                            |  |   |                        |                        |                        |  |    |             |             |             |
|  | 8                 | L.A. Lakers   | 1             |   | 1            | Portland                   | 4                          |                            |  |   |                        |                        |                        |  |    |             |             |             |
|  |                   |               |               |   | 1            | Portland                   | 4                          |                            |  |   |                        |                        |                        |  |    |             |             |             |
|  |                   | 4             | Phoenix       | 1 |              |                            |                            |                            |  |   |                        |                        |                        |  |    |             |             |             |
|  | 4                 | 4             | Phoenix       | 1 | Phoenix      | 3                          |                            |                            |  |   |                        |                        |                        |  |    |             |             |             |
|  | 4                 |               |               |   | Phoenix      | 3                          |                            |                            |  |   |                        |                        |                        |  |    |             |             |             |
|  | 5                 | San Antonio   | 0             |   |              |                            |                            |                            |  |   |                        |                        |                        |  |    |             |             |             |
|  | 5                 | San Antonio   | 0             |   |              |                            |                            |                            |  | 1 | Portland               | 4                      |                        |  |    |             |             |             |
|  | Conferencia Oeste |               |               |   |              |                            |                            |                            |  | 1 | Portland               | 4                      |                        |  |    |             |             |             |
|  |                   | 2             | Utah          | 2 |              |                            |                            |                            |  |   |                        |                        |                        |  |    |             |             |             |
|  | 3                 | 2             | Utah          | 2 | Golden State | 1                          |                            |                            |  |   |                        |                        |                        |  |    |             |             |             |
|  | 3                 |               |               |   | Golden State | 1                          |                            |                            |  |   |                        |                        |                        |  |    |             |             |             |
|  | 6                 | Seattle       | 3             |   |              |                            |                            |                            |  |   |                        |                        |                        |  |    |             |             |             |
|  | 6                 | Seattle       | 3             |   | 6            | Seattle                    | 1                          |                            |  |   |                        |                        |                        |  |    |             |             |             |
|  |                   |               |               |   | 6            | Seattle                    | 1                          |                            |  |   |                        |                        |                        |  |    |             |             |             |
|  |                   | 2             | Utah          | 4 |              |                            |                            |                            |  |   |                        |                        |                        |  |    |             |             |             |
|  | 2                 | 2             | Utah          | 4 | Utah         | 3                          |                            |                            |  |   |                        |                        |                        |  |    |             |             |             |
|  | 2                 |               |               |   | Utah         | 3                          |                            |                            |  |   |                        |                        |                        |  |    |             |             |             |
|  | 7                 | L.A. Clippers | 2             |   |              |                            |                            |                            |  |   |                        |                        |                        |  |    |             |             |             |